# Bison Dele
Bison Dele (* 6. April 1969 in Fresno, Kalifornien als Brian Carson Williams; † 7. Juli 2002 für tot erklärt, Sterbeort unbekannt) war ein US-amerikanischer Basketballspieler der Orlando Magic, Denver Nuggets, Los Angeles Clippers, Chicago Bulls und der Detroit Pistons in der NBA. Der 2,06 Meter große Dele spielte die Positionen des Center und Power Forward und gewann im Jahr 1997 mit den Bulls den NBA-Titel. Er verschwand im Juli 2002 unter mysteriösen Umständen von seiner Yacht im Pazifik und wurde danach für tot erklärt.

## Karriere
Dele, der als Brian Carson Williams geboren wurde, war im College ein erfolgreicher Spieler an der University of Arizona, der pro Spiel für 12,5 Punkte und 6,5 Rebounds gut war. 1993 wurde Williams von den Orlando Magic an 10. Stelle gedraftet, bekam aber nur wenig Spielzeit und wurde nach zwei enttäuschenden Jahren zu den Denver Nuggets abgegeben. Williams spielte den Backup von Center Dikembe Mutombo und Power Forward LaPhonso Ellis. Mit seiner Reboundstärke passte er gut zu Shotblocker Mutombo und dem Defensivspezialisten Ellis, so dass Coach Dan Issel zum Ende der Saison Williams von Anfang an auf Power Forward brachte und Ellis auf die Small Forward rückte. Mit gerade 42 Siegen qualifizierten sich die Nuggets nur als 8. und letztes Team für die Playoffs 1993 und waren gegen die Seattle SuperSonics (63 Siege, Platz 1) krasse Außenseiter. Doch Williams trug mit mehreren Double-Doubles dazu bei, dass die Nuggets sensationell die Sonics mit 3:2 Spielen besiegten. In Denver hatte er ein weiteres Jahr als sechster Mann, bis er 1995 zu den Los Angeles Clippers getradet wurde. Dort war er zum ersten Mal durchgehend in der Starting Five und erreichte Karriere-Bestwerte von 16 Punkten und 8 Rebounds pro Spiel. Die Clippers weigerten sich aber, seinen Vertrag zu verlängern, so dass Williams im Sommer 1996 vertragslos war. Kurz vor Beginn der Playoffs 1997 gaben ihm die Chicago Bulls von Superstar Michael Jordan einen Vertrag bis zum Ende der Saison, und Williams gewann als Reservespieler den NBA-Titel.
In der Saison 1997–1998 nahm Williams einen neuen Namen an, Bison Dele, mit dem er seine Cherokee- und afrikanischen Wurzeln ehren wollte. Er wechselte zu den Detroit Pistons und erreichte als startender Center neue Karrierebestwerte von 17 Punkten und 9 Rebounds pro Spiel, verpasste aber die Playoffs. In der darauf folgenden Saison sanken seine Werte beträchtlich, und nach 48 Saisonspielen erklärte er abrupt seinen Rücktritt. Dele war bei den Pistons Topverdiener und stieg vorzeitig aus einem laufenden Fünfjahresvertrag aus, der ihm 36 Millionen US-Dollar garantiert hätte.
Dele lebte in den Folgejahren als Aussteiger und bereiste als Rucksacktourist u. a. Australien, Indonesien, Libanon, Kuba und die Türkei.

## Privatleben
Dele war ein Sohn des bekannten Jazzmusikers Eugene Williams (The Platters). Seine Vorfahren waren teils Cherokee-Indianer aus Oklahoma, teils Afrikaner vom Stamm der Yoruba (heutiges Nigeria), weswegen er sich später Bison Dele nannte: Der Bison symbolisierte seine Indianerwurzeln, und „Dele“ war der Name seines Urahns, der einst als Sklave aus Afrika verschleppt worden war. Deles Eltern ließen sich scheiden, als er ein Kind war.
Dele galt als introvertierter, labiler Charakter, der trotz seines Berufs seltsam uninteressiert an Basketball war, sich von seinen Teamkollegen abschottete und sich seinen vielen Büchern widmete. Er unternahm als Rookie zwei Selbsttötungsversuche und schockte seine Teamkollegen, als er einmal während eines Fluges in 10 Kilometer Höhe die Tür öffnen wollte. Er galt als Sonderling, behandelte aber Balljungen und Klubangestellte immer freundlich. Für kurze Zeit war er Partner der Popsängerin Madonna.

### Verschwinden
Im Sommer 2002 stach Dele mit seiner Yacht in See, der Hakuna Matata. Er war in Begleitung seiner Freundin Serena Karlan, seines älteren Bruders Miles Dabord (geb. als Keith Williams) und des Kapitäns Bertrand Saldo. Startpunkt der Reise war Tahiti, Ziel war Honolulu. Nachdem sich die Hakuna Matata wochenlang nicht meldete, wurde Dabord plötzlich am 5. September allein in Phoenix gesichtet, als er unter dem Namen seines Bruders für 152.000 Dollar Gold kaufen wollte. Der Goldhändler, der Dele aus dem Fernsehen kannte, benachrichtigte die Polizei, worauf Dabord festgenommen, dann aber aus Mangel an Beweisen freigelassen wurde. Die Hakuna Matata wurde bald darauf mit neuem Farbanstrich unter dem Namen Arabella gefunden. Im Boot fand man Kampfspuren, Schusslöcher und blutige Abdruckspuren einer großen Zange, und bei Dabord fand man Pass und Papiere von Dele.
Bald stand Dabord unter Verdacht, Saldo, Karlan und Dele (den er vorher mit der Zange kampfunfähig geschlagen hätte) erschossen zu haben, wobei die Polizei aber auch eine Gegentheorie betrachtete: Hiernach stritten sich Dele und Dabord, worauf Saldo und Karlan zu schlichten versuchten, Dele sie in einem Wutanfall mit der Zange erschlug, und Dabord seinen Bruder in Notwehr erschoss. Kurze Zeit später starb Dabord mit einer Überdosis Insulin durch Suizid.
Dele, Karlan und Saldo wurden mit dem Datum 7. Juli 2002 für tot erklärt. Der Fall wurde nach Dabords Tod als „ungelöst“ zu den Akten gelegt.